# 美獅美高梅雙屍命案
2022年澳門美獅美高梅雙屍命案是指在2022年5月5日至6日在澳門路氹城美獅美高梅9樓某個房間內發生的一宗命案。一名懷疑從事俗稱“換錢黨”的女性和一名懷疑從事性工作者的女性於該酒店房間內先後被殺害，案件由一名該酒店的工作人員接獲投訴，其後進入酒店某房間內發現下揭發。

## 案件經過
2022年4月29日，疑兇趙玉龍入境澳門，隨後到路氹城內的多間娛樂場進行賭博。5月5日在首名女性遇害前其透過“買房”入住案發酒店房間。5月5日晚上9時，疑兇騙1名女子到酒店客房換錢，在換錢期間殺害女子。隨後疑兇在凌晨1時到酒店附近的賭場賭博，將60多萬現金兌換成籌碼，最後輸清。5月6日凌晨4時，疑兇再帶另一名女性到酒店房間，其後殺害她。約2小時後，疑兇於酒店門口乘坐的士，在5月6日上午7時35分經關閘離境返回中國大陸，在澳門活動期間曾戴假髮和帽。

## 揭發案件
2022年5月7日凌晨，該酒店職員接到房間資料登記的投訴，該兇殺案隨之被揭發。隨後澳門司警接獲澳門消防局通知，在該酒店房間內發現兩具女性屍體。司警指在2022年5月7日凌晨約1時接獲舉報，指兩名全身赤裸女子倒斃在酒店9樓房間內，她們的頸部有勒痕，認為死因有可疑。初步懷疑兩人被人以浴袍腰帶勒死。現場亦無法找到兩名死者的財物及身分證明文件。

## 潛逃和被捕

### 潛逃過程
疑兇在殺害2名女子後，於2022年5月7日上午7時許，經關閘離開澳門並入境中國大陸廣東省珠海市，隨後潛逃至多個省市或地區。案件揭發後，由於疑兇已離開澳門，並潛逃至中國大陸，因此司警隨即向中國大陸公安部通報相關案件。
2022年5月9日，兩名女死者身份於中國大陸社交平台上瘋傳，圖文並茂，就連出事前兩女的一舉一動及事發的簡略，經過也繪影繪聲，疑幻疑真，部份內容與警方公佈的案情吻合。雖然，目前兇手下落未明，但線民已鎖定「目標」，盛傳是一名大陸賭客，甚至有留言指兇手已在火車上落網。而疑兇身份更於「扒仔」群內傳，有貼文更圖文並茂地，具體描述死者的身份，連疑凶的相片也被貼出，樣貌清楚可見，似乎對案中各人瞭若指掌。網上流傳該疑凶的微信呢稱叫「前行」，位址顯示是河北石家莊。貼文內容指他是逾期逗留的賭客，所以找扒仔「買房」。而這個專門買賣酒店房間的人，如今也被牽扯進去了。兩具女屍，一個是「小姐」，案發當天談好的肉金是五千元包夜，估計疑凶那時已經是輸紅眼了，叫包夜也根本就沒打算給錢。
2022年5月10日，網上流傳疑兇已經潛逃到湖南省，其後湖南省公安廳更发出公告，悬赏正在该省的疑凶赵某某(可能是个叫赵玉龙的东北人)，並冀市民協助捉拿疑犯。
有消息人士更向博彩媒體披露，疑兇有好賭的習慣，經常在該酒店附近的上葡京和永利皇宮中場賭博，亦指該疑兇有犯案前科。而入住該酒店的原因，是當天「鎖匙房」是全個路氹城最便宜。

### 被捕過程
2022年5月11日，洪江市公安局追捕的民警，在塘灣鎮中山村村部附近的半坡處發現疑兇丟棄的摩托車後，針對趙某龍可能藏匿、逃跑的線路進行研判分析，迅速成立了相關工作組開展圍捕工作。
2022年5月17日上午7時20分，民警接到群眾舉報，稱在懷化洪江市塘灣鎮中山村某路段，有一名穿迷彩服男子攔車問路，與通緝犯趙某龍高度相似。接報後，民警迅速採取行動，趕往現場進行搜捕。經過20多分鐘搜索，上午7時48分，在塘灣鎮中山村一農戶家門前，將趙某龍擒拿歸案。經審訊，趙某龍對其違法犯罪事實供認不諱。 同日，湖南省公安廳刑偵總隊通報，涉及該命案的疑犯趙某潛逃至湖南省懷化市深山中最後被落網。 據當地公安廳公佈，涉案人士年齡33歲，男性，黑龍江人，曾犯尋釁滋事案件，根據中華人民共和國公安部部署，由湖南省公安廳刑偵總隊迅速組織全省多地公安合共700名警力，以及懷化市、洪江市3,000多名幹部和群眾協助搜捕，民警进入雪峰山脉連續多日开展拦截追捕和发动群众搜索。最終在同日上午，當地公安就根據群眾舉報的線索，於湖南省懷化市洪江市塘灣鎮中山村將疑犯趙某龍落網。 
趙姓疑兇在警方到場時，從現場曝光短片拍攝到其正在農家門前大口吃飯，他仍面不改色。在審訊期間，疑兇對其違法犯罪事實供認不諱。據中國大陸媒體《上游新聞》報道，湖南當局早前曾懸紅達5萬元人民幣緝兇，對於舉報的市民，當地民警說不會舉辦公開頒獎儀式，目的是讓舉報人保密。

## 調查
2022年5月7日，司警經初步調查，發現兩具全身赤裸的女性屍體仰臥在房間窗邊地上，頸項各有勒痕，死因有可疑。據司警解釋「兩名死者符合被勒死，其中一具屍體右臂有擦損傷，未見其他明顯外傷或抵抗傷，死因有待進一步解剖確定。」而嫌犯在行兇過程中取走兩名死者身上的財物包括身份證明文件，調查人員一度無法確認兩名死者的身份。司警向傳媒表示「現場未有發現明顯打鬥痕跡，初步相信行兇者以浴袍腰帶勒斃死者，現場有曾作出清理的跡象。同時，經搜查後未發現死者的證件及財物。局方正全力展開調查，以查明死者之身份及追捕涉嫌人歸案。」
2022年5月17日，司警公佈案情時表示相關案情細節和他的作案動機仍需向中國公安了解。至於死者身份方面，兩名死者中國大陸籍的居民，年約30多歲，其中一名死者涉及俗稱“換錢黨”的非法兌換工作，另一名死者懷疑提供性服務，經初步調查沒有發現兩名死者被侵犯痕跡，仍需進一步檢驗。 司警又表示由於疑兇具有強反偵查能力，經常易容喬裝犯案，案發後曾清潔兇案現場，以及帶走死者身上財物和證件，增加警方調查難度。 同日，湖南公安公佈疑兇逃亡的細節，疑兇原本希望一路往北逃回家鄉黑龍江，在投宿湖南省漵浦縣龍潭鎮一間賓館時，賓館內的老闆娘順口說了一句，「群裡發了懸賞通告，有逃犯過來了，沒有身份證不能住宿。」。疑兇得知其被通緝的消息後，隨即決定轉向逃往懷化市山區藏匿。疑兇在逃往懷化市洪江市期間，除了隨身的背包外，還帶了一把雨傘，他在山裡隨便找個地方休息，此前買的一些笨重物品，包括上山前買的一個迷彩包，都被他丟了。公安在2022年5月17日收到市民舉報和線報後，立即展開大規模搜山，其後在一農戶家門前發現疑兇，而疑兇正在大口地吃著早餐。

## 審判
目前案件仍在調查中，未有最新的審判程序或過程。

## 爭議
疑兇在湖南省被公安拘捕後，除了澳門本地傳媒詳細報道相關消息和司警案件詳情公佈外，部分香港、台灣傳媒以至有新加坡的中文傳媒更詳細報道相關消息。另一邊廂，中國大陸傳媒在疑兇落網後，起初相關案件的新聞內容中隻字不提本案，只稱與「外省發生一起命案」有關，後期引用澳門本地媒體資料補充報道相關消息。

## 備註
1. ↑  「換錢黨」是指一些拿著大量港幣現金，在中國大陸辦理POS機以及下載微信、支付寶，爲賭客兌換港幣現金賺取差價的人員
2. ↑  即房間登記人非疑兇趙某本人
3. ↑  “鎖匙房”是指酒店租客除姓名外，無須提供任何身份證明資料，經由中間人交收房卡即可入住